# Criptopórtico

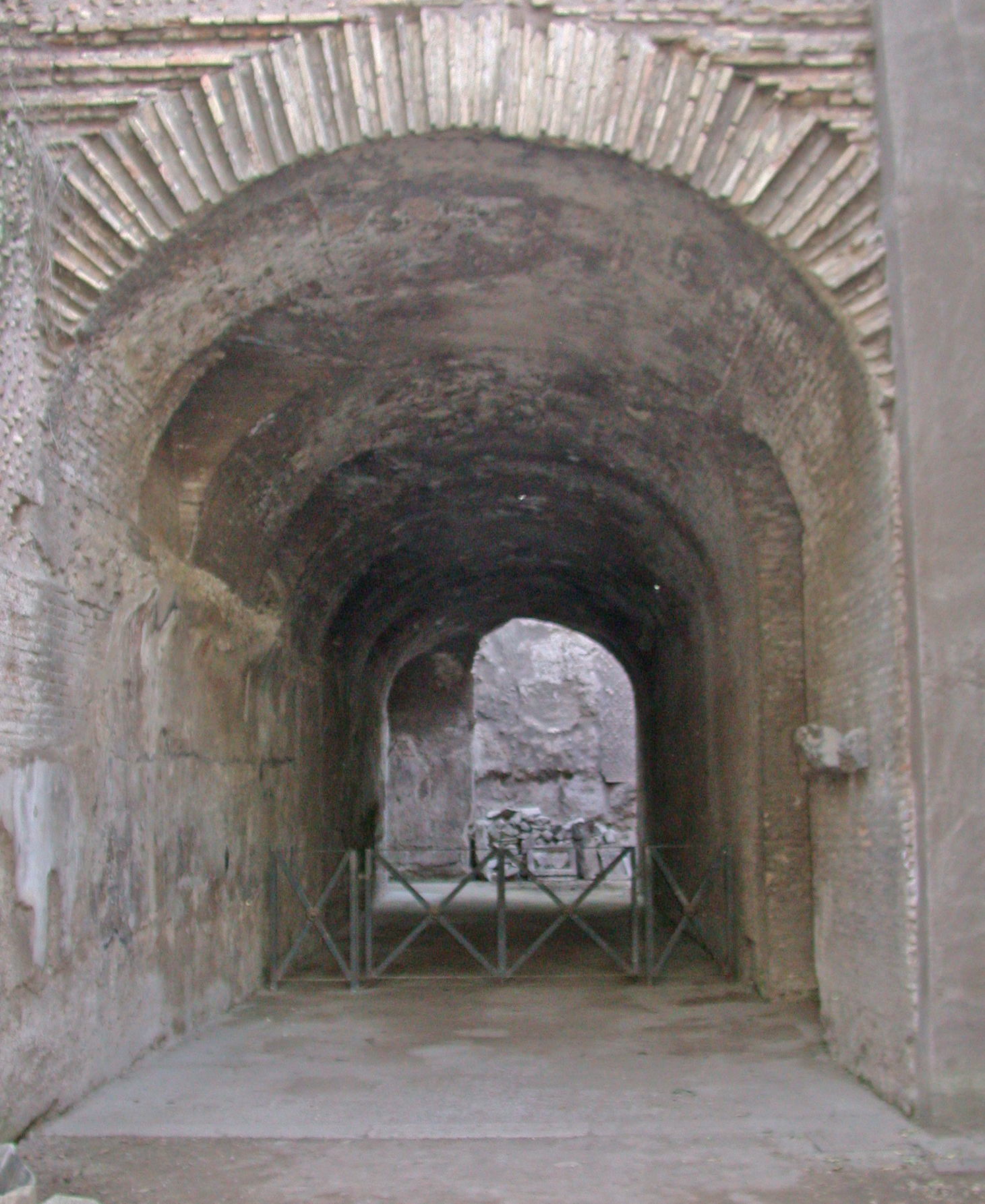
Criptopórtico de Nerón, subterráneo del palacio imperial (Roma).

Un criptopórtico, en la arquitectura de la antigua Roma, era una galería o corredor cubierto semisubterráneo destinado a la circulación o al almacenamiento que estaba integrado en un complejo construido más grande. Los criptopórticos generalmente abovedados soportaban las estructuras porticadas sobre el terreno y se iluminaban mediante aberturas en la parte superior de sus arcos o en las bóvedas. La sombra y el lugar semi-excavado proporcionaban temperaturas frescas y moderadas útiles para el almacenamiento de productos perecederos, mientras que ofrecían un podio nivelado y ligeramente elevado para la superestructura.
El término criptopórtico es un neologismo latino acuñado a partir del término griego kryptē (ocultar) y del latino porticus (pórtico).
Se pueden distinguir dos formas de criptopórticos, unos integrado en las villas romanas y los otros puramente utilitario con objeto de resolver la pendiente del terreno sobre el cual se construyeron edificaciones civiles, religiosas y/o políticas. En los sitios inclinados, el lado abierto del criptopórtico estaba a menudo parcialmente a nivel del suelo y soportaba la estructura, como en un foro o villa romana, en cuyo caso servía como basis villae.
Destacan los criptopórticos de Arlés, construidos bajo el antiguo Foro de Arlés (Francia) que están ubicados bajo la actual iglesia jesuita de la rue de Balze (Arlés). Durante la Segunda Guerra Mundial sirvieron de refugio a los miembros de la Resistencia francesa ante las tropas nazis.

## El criptopórtico doméstico

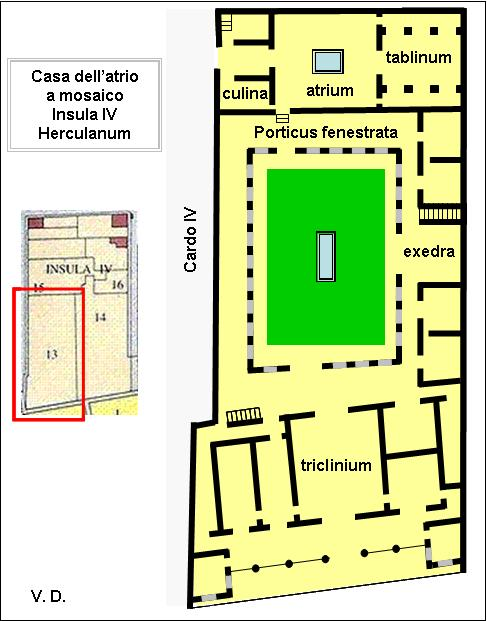
Planta de la casa del atrio con mosaico de Herculano, con un jardín rodeado de un criptopórtico

Este criptopórtico reemplazó al pórtico de columnas helenísticas, que mantiene la planta general encuadrando un patio o un jardín, pero en el que los espacios entre las columnas estaban cerrados por un muro, o reemplazados por un muro perforado con ventanas.
Plinio el Joven en cuatro de sus Epístolas describió los criptopórticos de sus  villas de Larentinum, a 25 km de Roma, y de Toscana. El de la villa de Laurentium tenía ventanas de un lado y del otro, que se abrían sobre el mar o sobre el jardín interior. En Toscana, la villa tenía dos, uno sobreelevado y el otro semisubterráneo, para mantener un cierto frescor. Todos ofrecían una hermosa vista y protegían del ardor del sol. Al abrir o cerrar las ventanas de un lado o del otro, dependiendo de la temporada y del tiempo que hacía, se disfrutaba de una agradable brisa, o se encontraba protegido de los vientos invernales.
En el sitio de Herculano, se han descubierto dos grandes casas que tenían criptopórticos que se ajustan a las descripciones de Plinio: la casa del atrio con mosaico y la casa de los Ciervos. El criptopórtico de la casa de los ciervos que rodea un jardín era un corredor que unía los apartamentos  norte y sur de la casa, y servía de paseo interior lujosamente decorado con pinturas. La sección meridional presentaba en un lado un triclinium y salones, y del otro se abría sobre la terraza con vistas al mar.

## El criptopórtico arquitectónico  ocripta
En este caso, el criptopórtico es un pasillo subterráneo abovedado, generalmente implantado para soportar una edificación o para compensar los desniveles del terreno de un monumento, como se puede ver en los foros romanos de las provincias romanas, a partir del Alto Imperio (siglo I y siglo II d. C.)
Aparte de su interés puramente arquitectónico, el criptopórtico podía servir a los más diversos usos aprovechando su oscuridad y frescura:
- perforado con orificios de ventilación en los lados para garantizar una cierta iluminación y decoración, servía de paseo cubierto en las horas calientes;
- de reserva o despensa que garantizaba la protección de determinadas mercancías perecederas, como las carnes o el trigo por ejemplo (horreum).

Sin embargo, con los restos actuales conservados a menudo es difícil identificar estos usos de manera cierta.

## Ejemplos de criptopórticos romanos
- En Francia:

- el criptopórtico del Foro de Bavay soportaba la parte occidental del foro, de 95 metros de ancho. Su construcción en mampuestos alternados por hiladas de asiento en ladrillo permanece en forma de vestigios bien conservados;
- los criptopórticos de Arlés, en el Foro de Arlés, que tiene tres secciones en forma de U con dos naves de 8,5 metros de ancho, sostenidas por pilares construidos en gran aparejo. Compensaba los desniveles del terreno, y soportaba el pórtico que bordeaba el foro. Datado en el siglo I a. C. fue construido como base para el foro, que ha sido sustituido por la capilla del Colegio de los Jesuitas y el Ayuntamiento. Tres túneles dobles y paralelos dispuestos en forma de U están soportados por cincuenta pilares. Las marcas de los masones en la piedra indican que fue construida por antiguos griegos, probablemente de Marsella. Las estructuras similares en Narbona, Reims y Bavay fueron utilizadas como graneros. El criptopórtico en Arlés, sin embargo, es demasiado húmedo para el almacenaje prolongado y pudo haber servido como barracas para los esclavos públicos. Está catalogado como Patrimonio de la Humanidad por la UNESCO, junto con otros edificios romanos de la ciudad, como parte del grupo de monumentos romanos y románicos de Arlés.
- Criptopórtico de Reims, que antes encerraba tres lados del foro, es de origen galo-romano y probablemente fue construido durante el siglo III. Hoy en día, sólo queda su parte oriental, pero está inusualmente bien conservada para una estructura galo-romana. Se conservan tres secciones con dos naves sostenidas por columnas de piedra de sección cuadrada y tiene restos de un revestimiento interior pintado.

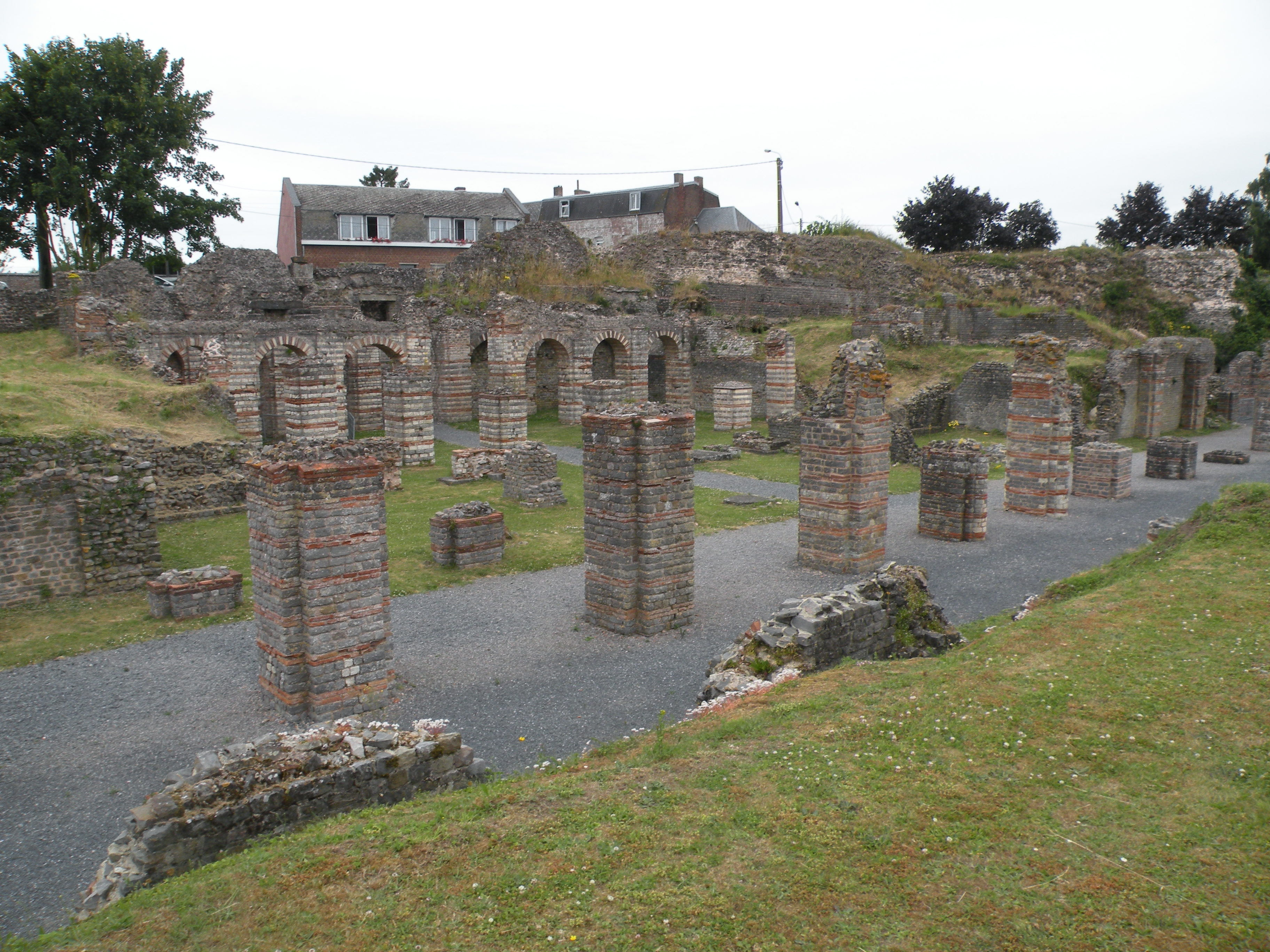
Restos del criptopórtico del Foro de Bavay
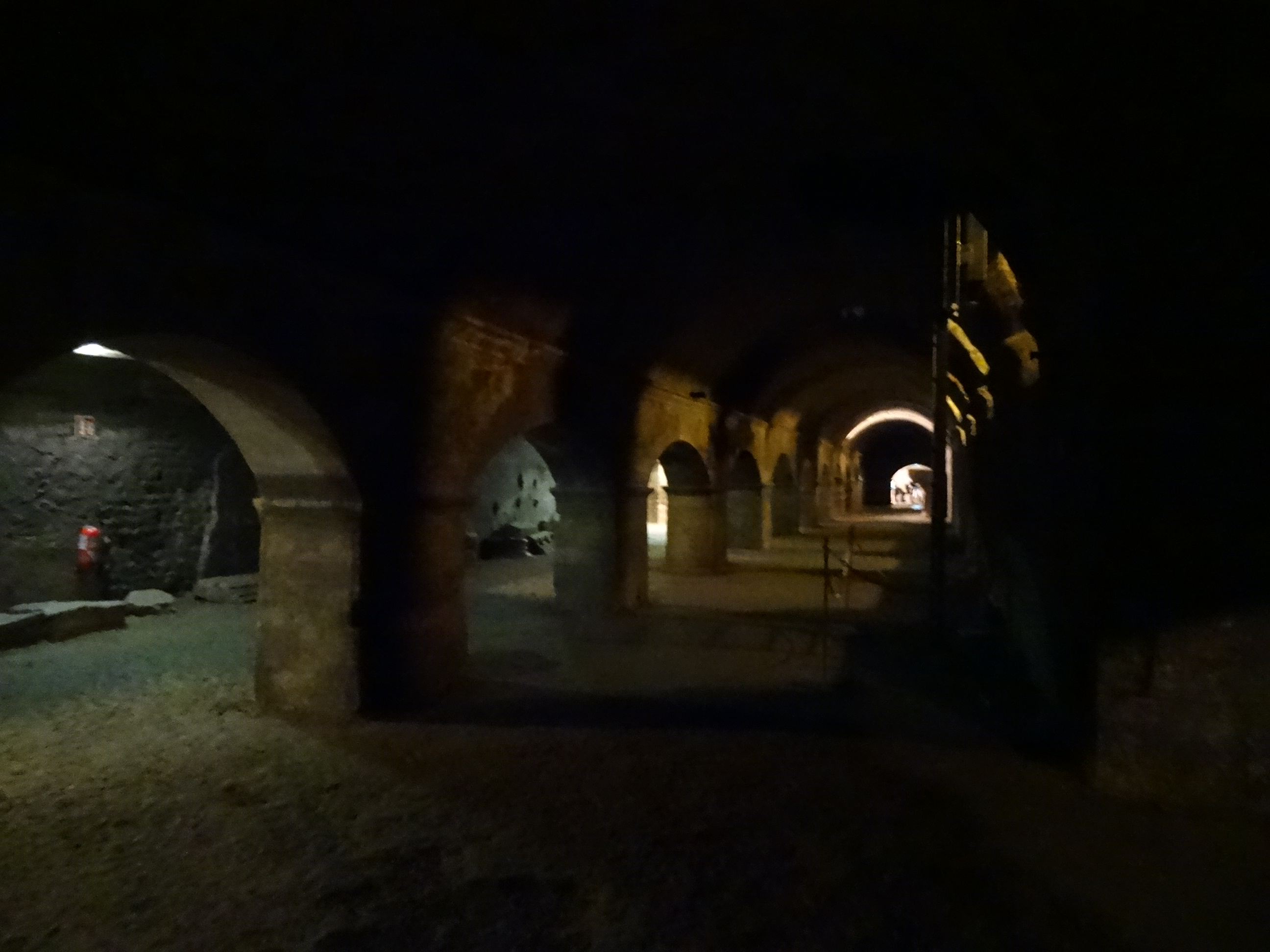
Criptopórticos de Arlés
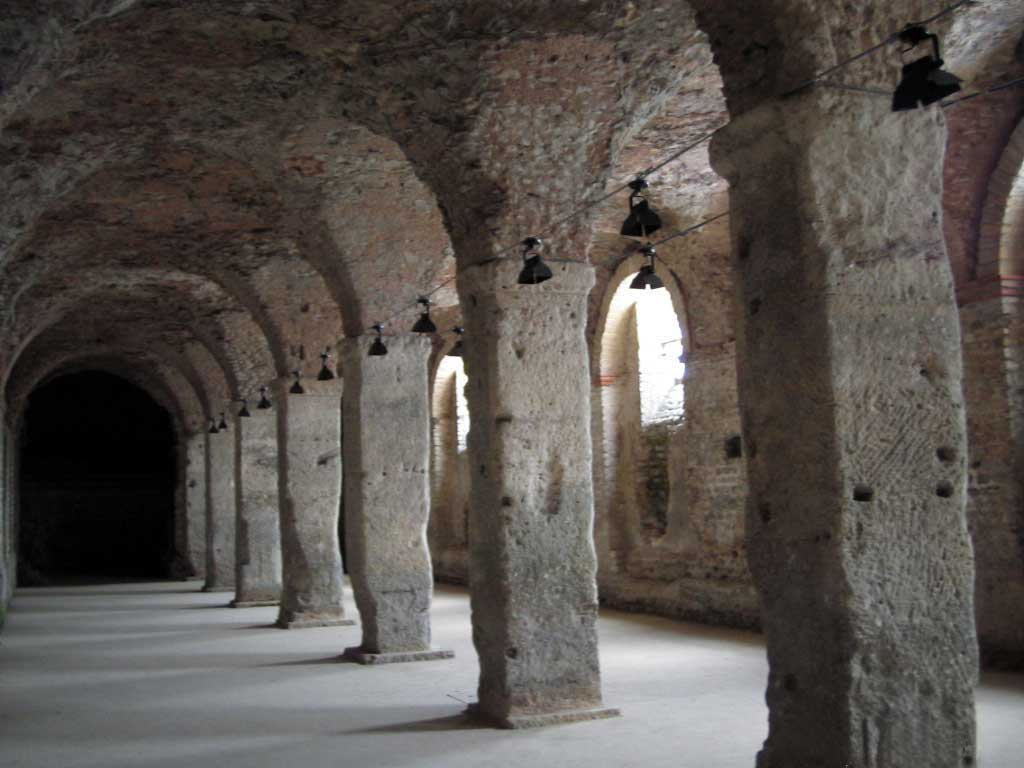
Criptopórtico en el foro romano de Reims, construido en el siglo III

- En Italia:

- criptopórticos de la casa del atrio con mosaico y de la casa de los Ciervos, en Herculano;
- Criptopórtico del foro romano de Aosta;
- Templo-criptopórtico dedicado a la Salus Augusta;
- criptopórtico de las grutas de Catulle en Sirmione;
- criptopórtico de la Villa de Adriano;
- criptopórtico de la casa del Criptopórtico en Pompeya;
- criptopórtico bien preservado de la residencia de verano papal en  Castel Gandolfo;
- criptopórtico de las catacumbas de Priscilla, en Roma, un remanente de una gran villa romana.

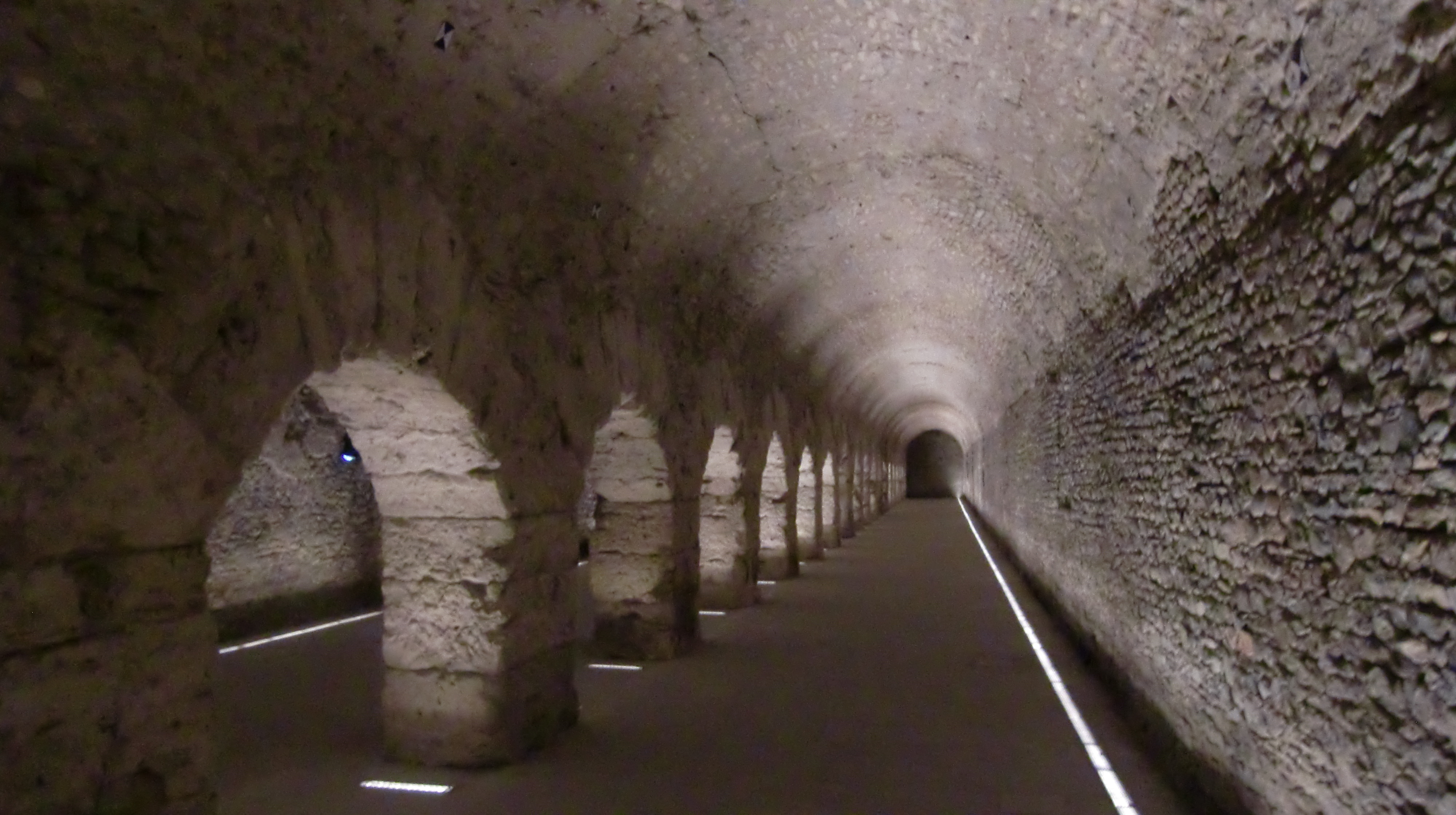
Criptopórtico forense
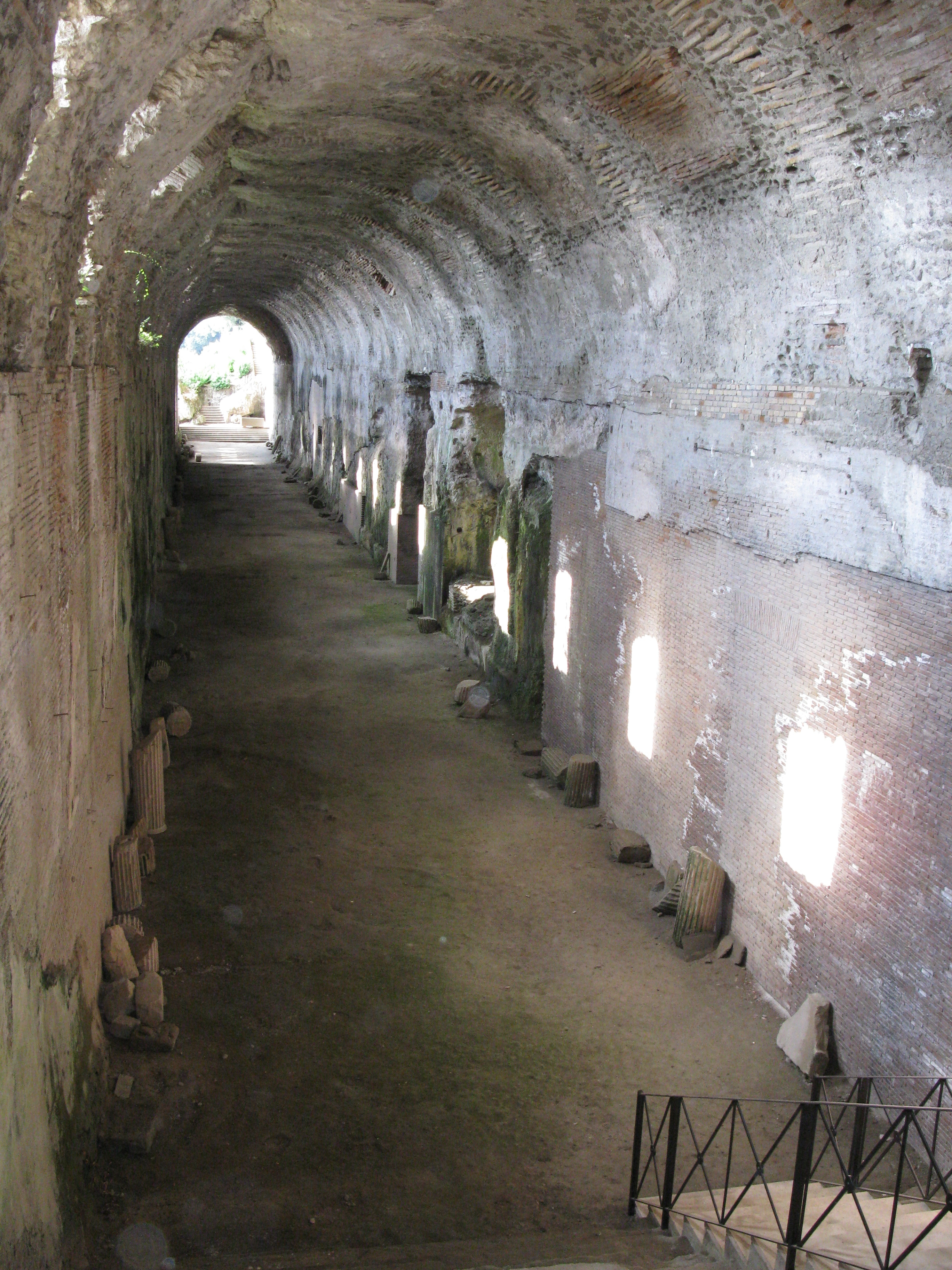
Una vista del antiguo criptopórtico localizado en la residencia papal veraniega en Castel Gandolfo
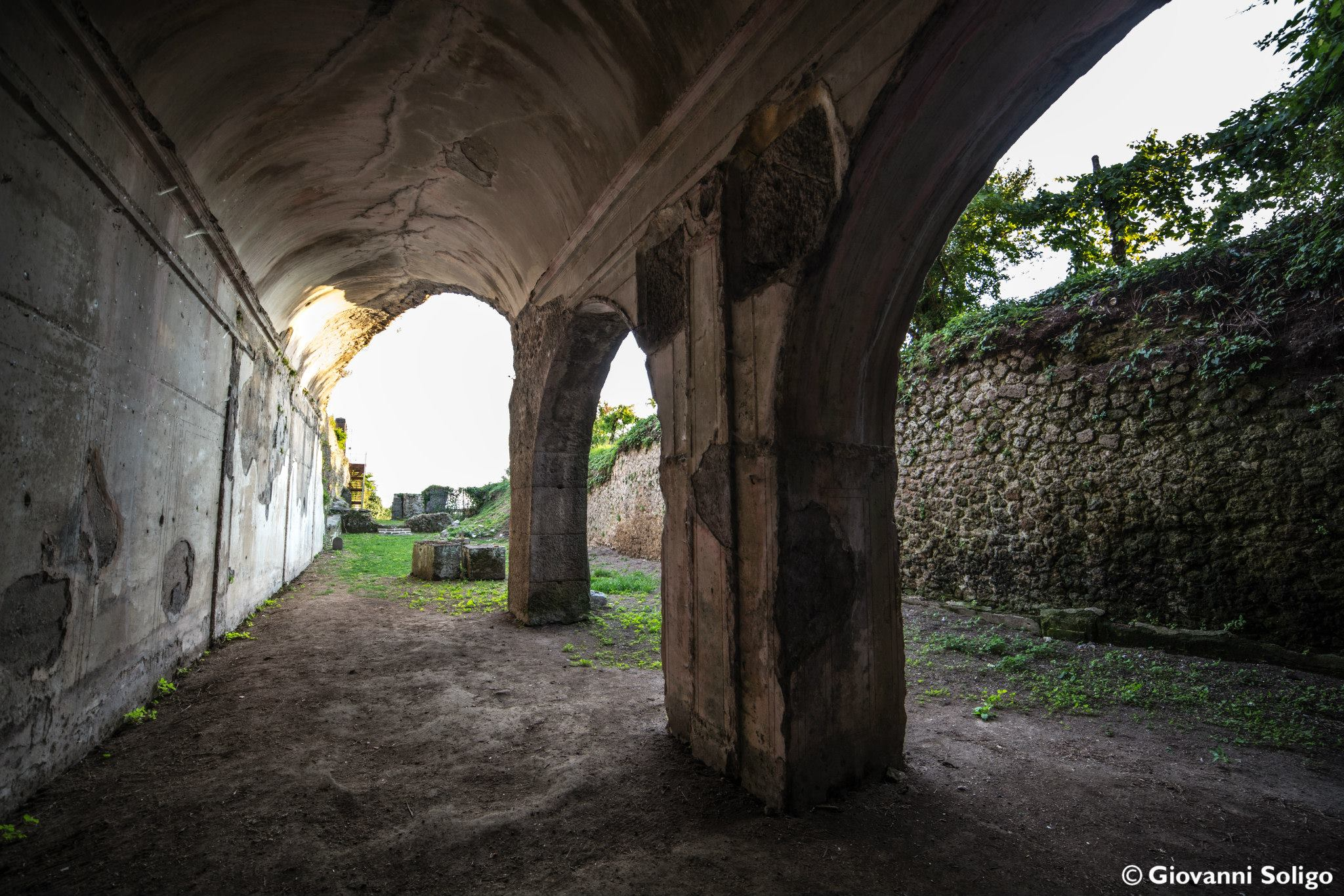
Una vista del antiguo criptopórtico de Sessa Aurunca
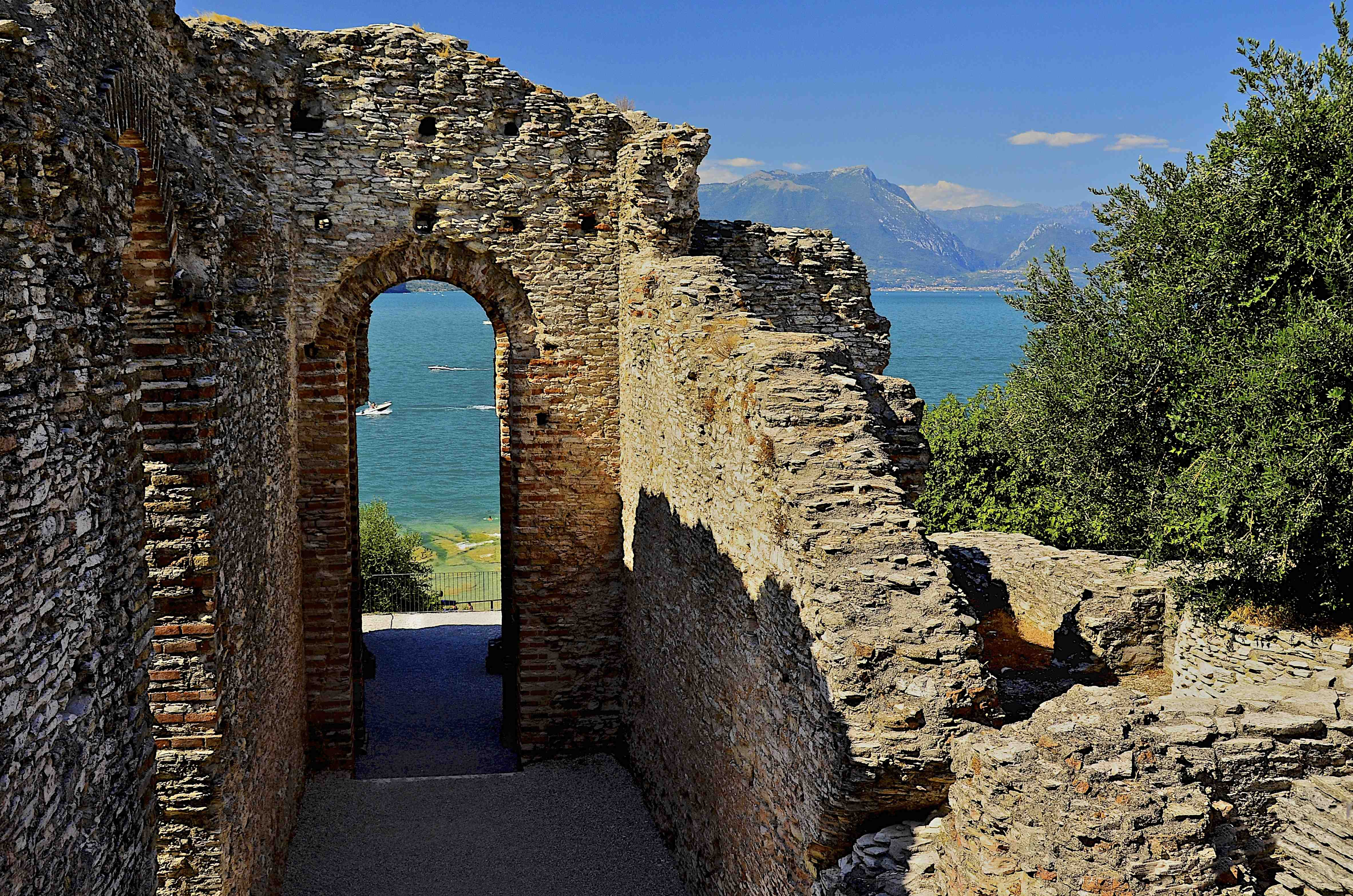
El lago Garda visto desde las Grutas de Catulle, en Sirmione

- En España:

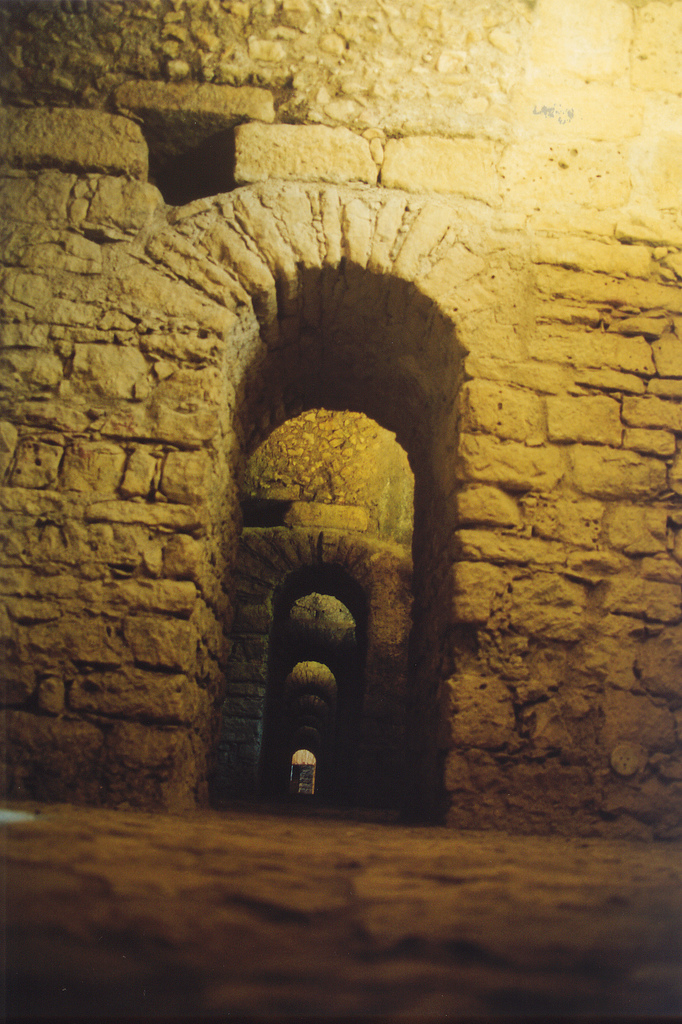
Criptopórtico del antiguo foro de Aeminium, Museo Machado de Castro.

  - Criptopórtico de Monturque (Córdoba). Construido para nivelar el terreno y crear una plataforma sobre la que se levantaba la basílica del Foro de la ciudad romana, que existió donde hoy se encuentra el cementerio de la localidad. Tiene 37,5 metros de longitud y se encuentra dividido en dos naves por una alineación de pilares centrales realizados con sillares de piedra. Junto a este edificio se encuentran las Cisternas Romanas. [4]

- En Portugal:

- Criptopórtico de Aeminium, en Coímbra. La antigua ciudad romana de Aeminium fue construida para crear una plataforma artificial sobre la que se podría construir el Foro de la ciudad. Posteriormente se construyó el Palacio Episcopal (todavía hoy de pie y que sirve de museo) usando la plataforma creada para la estructura que se conservaba en perfecto estado.

- Criptopórtico da Rua da Prata en Lisboa, la antigua ciudad romana de Olisipo. El Criptopórtico se construyó para crear una plataforma para soportar el Foro de la ciudad en la zona del río Tajo.